# Jalovec (berg)
Jalovec is een berg in de Julische Alpen. Met een hoogte van 2645 meter is het de zesde hoogste piek van Slovenië. Nabijgelegen bergen zijn: Mangart in het westen, Travnik en Mojstrovka in het oosten en Ponce in het noorden.